# تپه بلمانه ۳
تپه بلمانه ۳ مربوط به دوره اشکانیان است و در شهرستان کرمانشاه، بخش ماهیدشت، دهستان ماهیدشت، ۵۵۰ متری روستای بلمانهٔ رفیق آباد علیا واقع شده و این اثر در تاریخ ۷ اسفند ۱۳۸۶ با شمارهٔ ثبت ۲۱۷۴۴ به‌عنوان یکی از آثار ملی ایران به ثبت رسیده است.